# Comité de Emergencia para Académicos Extranjeros Desplazados
El Comité de Emergencia Para Académicos Extranjeros Desplazados (Emergency Committee in Aid of Displaced Foreign Scholars), (1933-1941), ayudó a académicos a quienes se les había prohibido enseñar, perseguidos y amenazados con la cárcel por los nazis. El Instituto Internacional de Educación (IIE) nombró a Edward R. Murrow para que liderara el esfuerzo. En los dos primeros años de existencia del comité, Murrow recibió solicitudes de ayuda de educadores e investigadores de toda Europa. El programa se expandió e incluyó Austria, Checoslovaquia, Noruega, Bélgica, Holanda, Francia e Italia. Más de 300 académicos fueron rescatados, algunos de los cuales fueron Premios Nobel en diversos campos como literatura, medicina, y física. Como ellos, las ideas de muchos académicos determinaron el mundo de la posguerra.
En 1932, a sus 24 años y mucho antes que comenzara su carrera periodística, Murrow fue nombrado director adjunto por el fundador del IIE (Institute of International Education), Stephen P. Duggan. La mayor tarea de Murrow en el IIE fue identificar académicos Europeos que estuviesen en peligro en sus países de origen y conseguir que diesen clases en universidades e institutos de los Estados Unidos. Inicialmente, el comité recibió el nombre de Comité de emergencia para académicos alemanes desplazados (Emergency Committee in Aid of Displaced German Scholars), pero luego amplió su ayuda a académicos extranjeros desplazados que huían de la represión nazi a través de Europa. Cientos de académicos europeos fueron trasladados a EE. UU., con el apoyo de la Fundación Rockefeller, la Fundación Carnegie y la acogida de universidades en Estados Unidos. Murrow trabajó con el Comité de Emergencia hasta principios de 1937, solapándose con el primer año de su exitosa carrera en CBS News. Murrow fue miembro de la junta directiva del IIE hasta su muerte en 1965.
El Comité de Emergencia resultaría ser el precursor temprano del Fondo para el Rescate de Académicos del IIE, instituido en 2002.

## Académicos notables
- Paul Tillich (20 de agosto de 1886 – 22 de octubre de 1965)
- Martin Buber (8 de febrero de 1878 – 13 de junio de 1965)
- Jacques Maritain (18 de noviembre de 1882 – 28 de abril de 1973)
- Herbert Marcuse (19 de julio de 1898 – 29 de julio de 1979)
- Kurt Lewin (9 de septiembre de 1890 - 12 de febrero de 1947)
- Otto Nathan (1893 - 1987)
- Hans Morgenthau (17 de febrero de 1904 – 19 de julio de 1980)
- Thomas Mann (6 de junio de 1875 – 12 de agosto de 1955)
- Max Delbruck (4 de septiembre de 1906 – 9 de marzo de 1981)
- Felix Bloch (23 de octubre de 1905 – 10 de septiembre de 1983)
- James Franck (26 de agosto de 1882 – 21 de mayo de 1964)

## Fritz Reiche
Fritz Reiche (1883-1969) fue un físico teórico alemán. Reiche completó su educación superior en la Universidad de Berlín siendo estudiante de Max Planck, luego trabajó en la Universidad de Breslavia con Otto Lummer (1860-1925). En 1911 regresó a Berlín donde completó su tesis de habilitación, se casó con Bertha Ochs el año siguiente, se hizo amigo de Albert Einstein (1879–1955), y trabajó durante e inmediatamente después de la Gran Guerra. En 1921 fue nombrado Ordentlicher Professor de física teórica en la Universidad de Breslavia y trabajó allí hasta que fue despedido en 1933. Durante 1934 y 1935, fue profesor en la Universidad Alemana de Praga y luego volvió a Berlín donde permaneció hasta que, con la ayuda crucial de su amigo Rudolf Ladenburg (1882–1952) y la asistencia fundamental del Comité de Emergencia, él, su esposa Bertha y su hija Eve pudieron emigrar a los Estados Unidos en 1941 (su hijo Hans ya había emigrado a Inglaterra en 1939). De 1941 a 1946 trabajó en la Nueva Escuela para la Investigación Social en Nueva York, en el City College de la Universidad Pública de Nueva York, y en el Union College en Schencectady, NY. Reiche finalmente trabajó como profesor de Física en la Universidad de Nueva York, hasta su retiro en 1958.